# 吉爾福德 (緬因州)
吉爾福德（英語：Guilford）是一個位於美國緬因州皮斯卡特奎斯縣的鎮。

## 人口
根據2020年美國人口普查的數據，吉爾福德的面積為92.49平方千米，當中陸地面積為90.34平方千米，而水域面積為2.15平方千米。當地共有人口1267人，而人口密度為每平方千米14人。